# Distrito electoral federal 11 de Chiapas
El XI Distrito Electoral Federal de Chiapas es uno de los 300 Distritos Electorales en los que se encuentra dividido el territorio de México para la elección de diputados federales y uno de los 13 en los que se divide el estado de Chiapas. Su cabecera es la localidad de Las Margaritas.
El territorio del Distrito 11 de Chiapas está ubicado al sur del estado e integrado por 10 municipios: Altamirano, Amatenango de la Frontera, Chanal, Huixtán, La Independencia, Las Margaritas, Oxchuc, San Cristóbal de Las Casas, Teopisca y Maravilla Tenejapa.

## Distritaciones anteriores
El Distrito XI fue creado en el proceso de distritación de 1996, pues con anterioridad, entre 1979 y 1996 Chiapas únicamente tenía nueve distritos, en consecuencia este distrito ha elegido diputados solamente a partir de la LVII Legislatura en 1997.

### Distritación 1996 - 2005
Entre 1996 y 2005 el territorio del Distrito X estaba conformado únicamente por municipios de la zona sur del Soconusco, siendo estos Huehuetán, Huixtla, Mazatán  y Tuzantán que siguen formando parte de él, mas los de Acacoyagua, Acapetahua, Escuintla, Mapastepec y Villa Comaltitlán. La cabecera distrital se establece en Huixtla.

### Distritación 2005 - 2017
Bajo la distritación de 2005, el XI Distrito estuvo integrado por los municipios de Amatenango de la Frontera, Bejucal de Ocampo, Cacahoatán, El Porvenir, Huehuetán, Huixtla, La Grandeza, Mazapa de Madero, Mazatán, Motozintla, Siltepec, Tuzantán, Unión Juárez y el extremo norte del municipio de Tapachula.
El proceso de distritación de 2016-2017, modificó notablemente su composición municipal y estableció la cabecera distrital en la localidad de Las Margaritas.

## Diputados por el distrito
| Diputado                    | Grupo parlamentario | Legislatura | Periodo     |
| --------------------------- | ------------------- | ----------- | ----------- |
| Areli Madrid Tovilla        |                     | LVII        | 1997 - 2000 |
| Óscar Alvarado Cook         |                     | LVIII       | 2000 - 2003 |
| César González Orantes      |                     | LIX         | 2003 - 2006 |
| Anuario Luis Herrera Solís  |                     | LX          | 2006 - 2009 |
| Carlos Martínez Martínez    |                     | LXI         | 2009 - 2012 |
| Hugo Mauricio Pérez Anzueto |                     | LXII        | 2012 - 2015 |
| Enrique Zamora Morlet       |                     | LXIII       | 2015 - 2018 |
| Roberto Rubio Montejo       |                     | LXIV LXV    | 2018 -      |

## Resultados electorales

### 2009
|  | Partido Acción Nacional                        |  | Carlos Martínez Martínez        |
|  | Coalición Primero México (PRI, PVEM)           |  | César Amín González Orantes     |
|  | Partido de la Revolución Democrática           |  | Sarain Osorio Mendoza           |
|  | Coalición Salvemos a México (PT, Convergencia) |  | Marco Antonio Martínez Espinosa |
|  | Nueva Alianza                                  |  | Neptali Rojas Domínguez         |
|  | Partido Socialdemócrata                        |  | Pedro Francisco Ramos Ramos     |